# Werchowaschje
Werchowaschje (russisch Верхова́жье) ist ein Dorf (selo) in der Oblast Wologda mit 5025 Einwohnern (Stand 14. Oktober 2010).

## Geographie
Der Ort liegt gut 200 Kilometer nordöstlich des Oblastverwaltungszentrums Wologda zu beiden Seiten (die Ortsmitte linksseitig) des linken Nördliche-Dwina-Nebenflusses Waga, unweit der Grenze zur nördlich benachbarten Oblast Archangelsk.
Werchowaschje ist Verwaltungssitz des Rajons Werchowaschski sowie der Landgemeinde Werchowaschskoje selskoje posselenije, zu der außerdem die Dörfer Filinskaja (4 km nordöstlich), Rogatschicha (4 km südwestlich) und Werchneje Makarowo (4,5 km nordöstlich) sowie die Siedlung (possjolok) Tjoply Rutschei (2 km östlich) gehören, alle am rechten Waga-Ufer.

## Geschichte
Der Ort wurde erstmals 1613 als pogost erwähnt, wie in Nordrussland üblicherweise aus Kirche und Friedhof für die umliegenden Dörfer sowie wenigen Wohngebäuden bestehende Ansiedlungen bezeichnet wurden. Ab 1678 bis ins frühe 20. Jahrhundert wurde er Werchowaschski Possad genannt; possad war eine übliche Bezeichnung für überwiegend von Händlern und Handwerkern bewohnte Ortschaften, der Name bezieht sich auf die Lage am Oberlauf (russisch werch für „oberer Teil“) des Flusses Waga. Der Ort gehörte zunächst zum Ujesd Waga (Waschski ujesd), nach dessen Auflösung 1780 zum Ujesd Welsk der Statthalterschaft Wologda, ab 1796 des Gouvernements Wologda.
Ab den 1870er-Jahren war Werchowaschski Possad politischer Verbannungsort. Durch einen Großbrand im Sommer 1879 wurde das Dorf fast vollständig zerstört, sodass es die vorherige wirtschaftliche Bedeutung insbesondere als regionales Handelszentrum verlor, und die Einwohnerzahl erheblich zurückging. Dies änderte sich erst wieder in den 1920er-Jahren, als Werchowaschje Sitz einer Wolost wurde, aus der am 15. Juli 1929 ein nach ihm benannter Rajon des Nördlichen Krai hervorging (ab 1936 in der Nördlichen Oblast, ab 1937 in der Oblast Wologda).

### Bevölkerungsentwicklung
| Jahr | Einwohner |
| ---- | --------- |
| 1939 | 1578      |
| 1959 | 2417      |
| 1970 | 3193      |
| 1979 | 3957      |
| 1989 | 4684      |
| 2002 | 5206      |
| 2010 | 5025      |

Anmerkung: Volkszählungsdaten

## Verkehr
Einige Kilometer westlich des Ortes verläuft seit den 1980er-Jahren die föderale Fernstraße M8 Cholmogory von Moskau über Jaroslawl und Wologda nach Archangelsk. Über diese besteht auch Verbindung in die Stadt Welsk, wo sich 35 km nördlich bereits in der Oblast Archangelsk an der Strecke Konoscha – Kotlas – Workuta (Petschora-Eisenbahn) die nächstgelegenen Bahnstation befindet.